# Нгієм Тхі Зянг
Нгієм Тхі Зянг (нар. 3 березня 1985) — в'єтнамська борчиня вільного стилю, дворазова бронзова призерка чемпіонату Азії, триразова чемпіонкака Ігор Південно-Східної Азії.

## Життєпис
Боротьбою почала займатися з 2001 року. У 2005 році стала бронзовою призеркою чемпіонату Азії серед юніорів.
Тренер — Бюлент Бехчет (з 2003).

## Спортивні результати на міжнародних змаганнях

### Виступи на Чемпіонатах світу
| Змагання                        | Збірна  | Вагова категорія          | Місце |
| ------------------------------- | ------- | ------------------------- | ----- |
| Чемпіонат світу з боротьби 2006 | В'єтнам | жіноча боротьба, до 55 кг | 12    |

### Виступи на Чемпіонатах Азії
| Змагання                       | Збірна  | Вагова категорія          | Місце  |
| ------------------------------ | ------- | ------------------------- | ------ |
| Чемпіонат Азії з боротьби 2005 | В'єтнам | жіноча боротьба, до 55 кг | Бронза |
| Чемпіонат Азії з боротьби 2006 | В'єтнам | жіноча боротьба, до 55 кг | Бронза |
| Чемпіонат Азії з боротьби 2008 | В'єтнам | жіноча боротьба, до 55 кг | 5      |

### Виступи на Азійських іграх
| Змагання           | Збірна  | Вагова категорія          | Місце |
| ------------------ | ------- | ------------------------- | ----- |
| Азійські ігри 2006 | В'єтнам | жіноча боротьба, до 55 кг | 11    |

### Виступи на Іграх Південно-Східної Азії
| Змагання                        | Збірна  | Вагова категорія          | Місце  |
| ------------------------------- | ------- | ------------------------- | ------ |
| Ігри Південно-Східної Азії 2003 | В'єтнам | жіноча боротьба, до 55 кг | Золото |
| Ігри Південно-Східної Азії 2005 | В'єтнам | жіноча боротьба, до 55 кг | Золото |
| Ігри Південно-Східної Азії 2007 | В'єтнам | жіноча боротьба, до 55 кг | Золото |

### Виступи на змаганнях молодших вікових груп
| Змагання                                      | Збірна  | Вагова категорія          | Місце  |
| --------------------------------------------- | ------- | ------------------------- | ------ |
| Чемпіонат Азії з боротьби серед юніорів 2004  | В'єтнам | жіноча боротьба, до 55 кг | 4      |
| Чемпіонат Азії з боротьби серед юніорів 2005  | В'єтнам | жіноча боротьба, до 55 кг | Бронза |
| Чемпіонат світу з боротьби серед юніорів 2005 | В'єтнам | жіноча боротьба, до 55 кг | 12     |